# Arquipélago
Arquipélago (en español: Archipiélago) es un libro de poesía de Cabo Verde escrito por Jorge Barbosa en 1935. Fue publicado en ICL; posteriormente sería publicado en Claridade. Abrió las puertas a la literatura moderna de Cabo Verde y mostró un cambio radical en la retórica y la poesía temática en Cabo Verde; formó uno de los elementos que condujeron a la creación de la revista "Claridade" un año después de la publicación del libro. Además de Claridade, Baltazar Lopes participó con Manuel Lopes y Jorge Barbosa como miembros fundadores de la revista y el nombre fue el movimiento en sus principales activistas.
La historia se establece en diferentes partes del archipiélago de Cabo Verde, que en aquella época estaba bajo dominio colonial.

## Lecturas
- Dos Santos, Elsa Rodrigues, As máscaras poéticas de Jorge Barbosa e a mundividência cabo-verdiana, Caminho, Lisbon, 1989, ISBN 972-21-0422-5
- Silva, Carlos Alberto Gomes da, "An Introduction to Capeverdean Poetry of Portuguese Expression." in Emerging Literatures, ed. Nethersole, Reingard.  Bern,  Peter Lang,  1990. pp. 91-105. ISBN 9783261043085

- Datos: Q28226091